# جریان کوروشیو

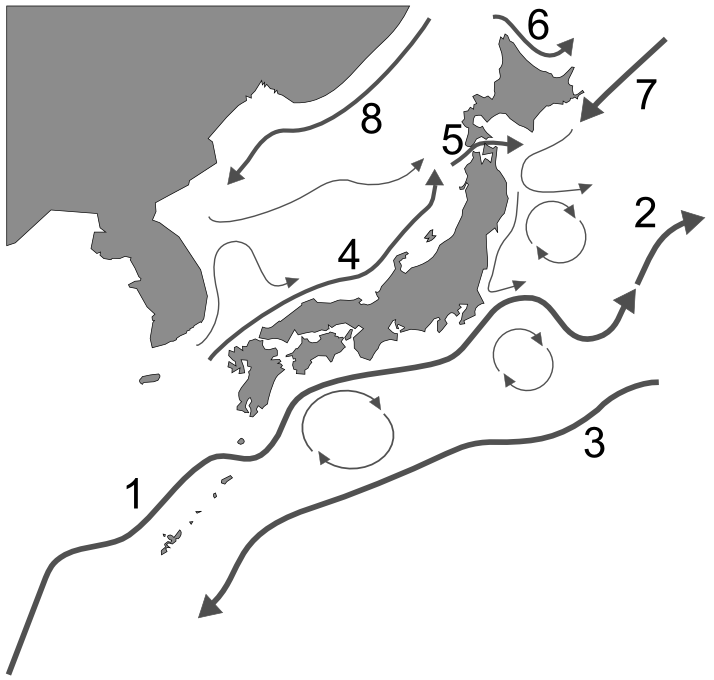
جریان‌های دریایی در اطراف ژاپن. جریان شماره 1 جریان کوروش است.

جریان کوروش، جریان مشابه جریان گلف استریم عضو جریان های آب گرم می باشد و در اقیانوس اطلس است. این جریان همانند جریان گالف استریم است.